# Ambolt (knogle)
 For alternative betydninger, se Ambolt (flertydig). (Se også artikler, som begynder med Ambolt)
Ambolten er en knogle i mellemøret. Ambolten er placeret mellem stigbøjlen, der er forbundet med det indre øre via det ovale vindue, og hammeren, der er forbundet med trommehinden. Lydbølgerne kan således gennem disse tre forbindende knogler forplante sig fra trommehinden til det indre øre. Knoglerne er ganske lidt bevægelige i forhold til hinanden. Ambolten findes kun hos pattedyr og er opstået ved omdannelse af den kæbeknogle, der hos krybdyrene kaldes kvadratknoglen.
Selvom ambolten har sit navn fra sin lighed med smedens ambolt, kan den også sammenlignes med en kindtand (molar), fordi den har to "rødder" af forskellig længde og med stor indbyrdes afstand. Foruden disse "rødder" består den af en kropsdel (corpus incudis), hvis forreste flade har en dyb konkav/konveks fordybning, der forbinder sig med hammeren. De to "rødder" danner næsten en ret vinkel med hinanden. Den korte "rod" (crus breve), som har en næsten konisk profil, peger vandret bagud og er forbundet med fossa incudis, mens den lange "rod" (crus longum) forløber næsten lodret bagved og parallelt med hammerens skaft (manubrium). Den ender i en afrundet form, der danner et led til forbindelsen med stigbøjlen.
Den første, som beskrev ambolten, var Alessandro Achillin (1463-1512) fra Bologna.